# Southern Records
Southern Records è un'etichetta discografica indipendente fondata a Londra nel 1974 da John Loder.
Inizialmente era un semplice studio di registrazione di proprietà dello stesso Loder il quale divenne amico del musicista Penny Rimbaud: i due insieme a pochi altri diedero vita ad una band chiamata EXIT.
Successivamente Rimbaud fondò i Crass e lo studio di registrazione di Loder divenne la via più veloce per incidere il loro primo album.
Il successo dei Crass spinse Loder a intraprendere il business delle etichette indipendenti tanto da firmare accordi con diversi distributori in varie parti del mondo.

## Artisti in Southern Records
- 90 Day Men
- Action Beat
- Antisect
- Asva
- Atombombpocketknife
- Babes in Toyland
- Bellafea
- Billy Mahonie
- Bob Tilton
- Cat On Form
- Chrome Hoof
- Circle
- Chumbawamba
- Crass
- Crucifix
- Dianogah
- Geoff Farina
- Frightwig
- Gang Gang Dance
- Glorytellers
- Hawnay Troof
- HiM
- Jenny Hoyston
- Joan of Arc
- Karate
- The Lapse
- Les Savy Fav
- Lungleg
- Master Musicians of Bukkake
- Miasma & the Carousel Of Headless Horses
- Mothlite
- The Owl Service
- The Paper Chase
- Racebannon
- Rex
- Therapy?
- The Sorts
- Sir Richard Bishop
- Slow Loris
- Sweep the Leg Johnny
- Tartufi
- Ten Grand
- Todd
- Trencher
- Ui
- William Elliott Whitmore